# Kan'onji
Kan'onji (観音寺市 -shi) é uma cidade japonesa localizada na província de Kagawa.
Em 2005 a cidade tinha uma população estimada em 66 443 habitantes e uma densidade populacional de 596,16 h/km². Tem uma área total de 117,45 km².
Recebeu o estatuto de cidade a 11 de Outubro de 2005.